# 海恩博克尔
海恩博克尔是德国下萨克森州的一个市镇。总面积22.71平方公里，总人口1516人，其中男性775人，女性741人（2011年12月31日），人口密度67人/平方公里。